# Fefe Dobson

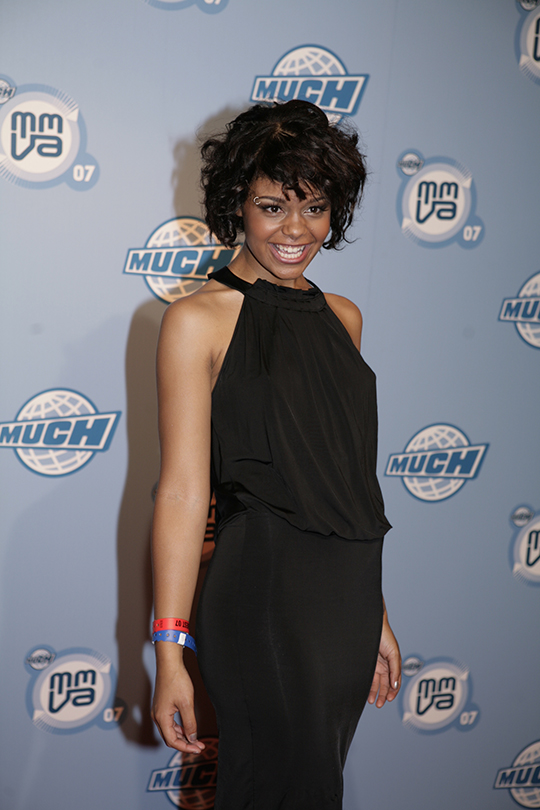
Fefe Dobson bei den MuchMusic Video Awards (2007)

Felicia Lynn „Fefe“ Dobson (* 28. Februar 1985 in Toronto) ist eine kanadische Sängerin.

## Leben
Geboren 1985 in Toronto wuchs sie als einziges afroamerikanisches Mitglied ihrer Familie auf. Ihr Vater hatte die Familie bereits vor ihrer Geburt verlassen, kehrte später nochmals zurück, um die Familie dann erneut zu verlassen. In ihrem Lied Unforgiven setzt sich Dobson mit dieser Problematik auseinander. Die Familie musste aufgrund von Rassismus gegen die schwarze Tochter bereits früh mit Anfeindungen zurechtkommen. In einem MTV-Interview 2004 beschrieb sie, wie ihre Schwester in der Schule wegen ihrer Hautfarbe Ausgrenzung erfahren hat.
Ihr Interesse für Musik wurde an ihrem 12. Geburtstag geweckt, als sie von ihrer Mutter eine Karaokeanlage geschenkt bekam. Heute sind in ihrer Musik Einflüsse von Avril Lavigne, Alanis Morissette, Ana Johnsson, Macy Gray und Nellie McKay zu erkennen, doch ihre griffigen Gitarren-Sounds zeichnen sie ebenfalls aus.
Ihr selbstbenanntes Debütalbum wurde am 9. Dezember 2003 bei Island Records veröffentlicht. Es erreichte in den Billboard 200 den 67. Platz. Das Lied Rock It, Till You Drop It spielte sie mit Tone Loc zusammen ein. Die Single Everything erreichte Platz 42 der UK-Charts. Im Juli 2005 erschien die Single Don't Let It Go to Your Head. Im November 2010 folgte ihr zweites Studioalbum Joy, und im Dezember 2012 das nur digital veröffentlichte Album Sunday Love.

## Diskografie

### Studioalben
| Jahr | Titel            | Höchstplatzierung, Gesamtwochen, AuszeichnungChartplatzierungen (Jahr, Titel, Platzierungen, Wochen, Auszeichnungen, Anmerkungen) | Höchstplatzierung, Gesamtwochen, AuszeichnungChartplatzierungen (Jahr, Titel, Platzierungen, Wochen, Auszeichnungen, Anmerkungen) | Anmerkungen                              |
| Jahr | Titel            | US | CA | Anmerkungen                              |
| ---- | ---------------- | --- | --- | ---------------------------------------- |
| 2003 | Fefe Dobson      | US67 (17 Wo.)US | CA— PlatinCA | Erstveröffentlichung: 9. Dezember 2003   |
| 2010 | Joy              | — | CA— GoldCA | Erstveröffentlichung: 22. November 2010  |
| 2012 | Sunday Love      | — | — | Erstveröffentlichung: 18. Dezember 2012  |
| 2023 | Emotion Sickness | — | — | Erstveröffentlichung: 29. September 2023 |

### Singles
| Jahr | Titel Album              | Höchstplatzierung, Gesamtwochen, AuszeichnungChartplatzierungen (Jahr, Titel, Album, Platzierungen, Wochen, Auszeichnungen, Anmerkungen) | Höchstplatzierung, Gesamtwochen, AuszeichnungChartplatzierungen (Jahr, Titel, Album, Platzierungen, Wochen, Auszeichnungen, Anmerkungen) | Anmerkungen                             |
| Jahr | Titel Album              | UK | US | Anmerkungen                             |
| ---- | ------------------------ | --- | --- | --------------------------------------- |
| 2003 | Take Me Away Fefe Dobson | — | US87 (6 Wo.)US | Erstveröffentlichung: 18. November 2003 |
| 2004 | Everything Fefe Dobson   | UK42 (2 Wo.)UK | — | Erstveröffentlichung: 20. Mai 2004      |

Weitere Singles
- 2003: Bye Bye Boyfriend
- 2004: Don’t Go (Girls and Boys)
- 2005: Don’t Let It Go to Your Head
- 2006: This Is My Life
- 2010: Ghost (CA: Platin)
- 2010: Stuttering (CA: ×2Doppelplatin )
- 2011: Can’t Breathe (mit Orianthi, CA: Gold)
- 2013: Legacy
- 2014: In Better Hands